# Minar Zarza
Minar Zarza là một đô thị thuộc tỉnh Mila, Algérie. Dân số thời điểm năm 2002 là 20.62 người.